# Tour de Turquía 2010
El Tour de Turquía 2010, la 46.ª edición de la prueba, tuvo lugar del 11 al 18 de abril de 2010, sobre un trazado de 1256,8 km.
La prueba perteneció al UCI Europe Tour 2009-2010 de los Circuitos Continentales UCI, dentro de la máxima categoría para vueltas de varias etapas: 2.HC.
Su ganador final en la clasificación general fue el italiano Giovanni Visconti, del equipo ISD-Neri.

## Equipos participantes
Tomaron parte en la carrera 15 equipos con entre 6 y 8 corredores cada uno, siendo en total 111 los ciclistas que la comenzaron y 84 los que la acabaron. Los equipos participantes fueron:

### EquiposUCI ProTeam
- Footon-Servetto
- Lampre-Farnese Vini
- Liquigas-Doimo
- Team HTC-Columbia

### EquiposProfesionales Continentales
- Carmiooro-NGC
- CCC Polsat Polkowice
- Cofidis, le Crédit en Ligne
- Colnago-CSF Inox
- De Rosa-Stac Plastic
- ISD-Neri
- Scott-Marcondes César-São José dos Campos
- Skil-Shimano
- Vorarlberg-Corratec
- Xacobeo Galicia

### Equipos nacionales
- Equipo Nacional de Turquía

## Etapas
| Etapa | Ruta                    | Distancia | Fecha                  | Ganador de la etapa |
| ----- | ----------------------- | --------- | ---------------------- | ------------------- |
| 1.ª   | Estambul-Estambul (CRI) | 5,8 km    | domingo, 11 de abril   | André Greipel       |
| 2.ª   | Kusadasi-Turgutreis     | 181 km    | lunes, 12 de abril     | André Greipel       |
| 3.ª   | Bodrum-Marmaris         | 166 km    | martes, 13 de abril    | Giovanni Visconti   |
| 4.ª   | Marmaris-Pamukkale      | 209 km    | miércoles, 14 de abril | Giovanni Visconti   |
| 5.ª   | Denizli-Fethiye         | 221 km    | jueves, 15 de abril    | André Greipel       |
| 6.ª   | Fethiye-Finike          | 194 km    | viernes, 16 de abril   | André Greipel       |
| 7.ª   | Finike-Antalya          | 114 km    | sábado, 17 de abril    | Elia Viviani        |
| 8.ª   | Antalya-Alanya          | 166 km    | domingo, 18 de abril   | André Greipel       |

## Clasificaciones finales

### Clasificación general
| Posición | Ciclista           | Equipo                      | Tiempo      |
| -------- | ------------------ | --------------------------- | ----------- |
|          | Giovanni Visconti  | ISD-Neri                    | 32h 42' 28" |
| 2        | Tejay van Garderen | HTC-Columbia                | + 29"       |
| 3        | David Moncoutié    | Cofidis, le Crédit en Ligne | + 33"       |
| 4        | Giampolo Cheula    | Footon-Servetto             | + 54"       |
| 5        | Christiano Salerno | De Rosa-Stac Plastic        | + 1'48"     |
| 6        | Yukihiro Doi       | Skil-Shimano                | + 2' 52"    |
| 7        | Oscar Gatto        | ISD-Neri                    | + 3' 48"    |
| 8        | André Greipel      | HTC-Columbia                | + 4' 16"    |
| 9        | Rémi Pauriol       | Cofidis, le Crédit en Ligne | + 5' 05"    |
| 10       | Christophe Kern    | Cofidis, le Crédit en Ligne | + 5' 13"    |

### Clasificación de la montaña
| Posición | Ciclista        | Equipo                      | Puntos |
| -------- | --------------- | --------------------------- | ------ |
|          | Rémi Pauriol    | Cofidis, le Crédit en Ligne | 21     |
| 2        | Christophe Kern | Cofidis, le Crédit en Ligne | 14     |
| 3        | Diego Caccia    | ISD-Neri                    | 14     |

### Clasificación por puntos
| Posición | Ciclista          | Equipo              | Puntos |
| -------- | ----------------- | ------------------- | ------ |
|          | André Greipel     | HTC-Columbia        | 68     |
| 2        | Giovanni Visconti | ISD-Neri            | 61     |
| 3        | Angelo Furlan     | Lampre-Farnese Vini | 40     |

### Clasificación de los sprints especiales
| Posición | Ciclista          | Equipo                      | Puntos |
| -------- | ----------------- | --------------------------- | ------ |
|          | Christophe Kern   | Cofidis, le Crédit en Ligne | 8      |
| 2        | Kalle Kriit       | Cofidis, le Crédit en Ligne | 8      |
| 3        | Giovanni Visconti | ISD-Neri                    | 6      |

### Clasificación por equipos
| Posición | Equipo                      | Tiempo      |
| -------- | --------------------------- | ----------- |
|          | ISD-Neri                    | 98h 16' 45" |
| 2        | Cofidis, le Crédit en Ligne | + 58"       |
| 3        | HTC-Columbia                | + 1' 55"    |